# E tu ne' carmi avrai perenne vita
E tu ne' carmi avrai perenne vita è un sonetto composto da Ugo Foscolo in giovane età: fu pubblicato nel Nuovo Giornale dei Letterati di Pisa nella serie degli otto sonetti. Confluirà poi nelle Poesie di Ugo Foscolo, pubblicate prima presso Destefanis a Milano nell'aprile 1803, e poi per Agnello Nobile, sempre nella città lombarda, in agosto.

## Testo
E tu ne’ carmi avrai perenne vita

 Sponda che Arno saluta in suo cammino

 Partendo la città che del latino

 Nome accogliea finor l’ombra fuggita.

Già dal tuo ponte all’onda impaurita

Il papale furore e il ghibellino

Mescean gran sangue, ove oggi al pellegrino

Del fero vate la magion si addita.

Per me cara, felice, inclita riva

Ove sovente i piè leggiadri mosse

Colei che vera al portamento Diva

In me volgeva sue luci beate,

Mentr’io sentia dai crin d’oro commosse

Spirar ambrosia l’aure innamorate.

k

## Analisi
Il sonetto VIII, che solo apparentemente parla della sponda dell’Arno, in realtà ha come tema la memoria. Nel commento di Foscolo ai vv. 217-218 dei Sepolcri (nota ispirata da Iliade VII, 86 e Odissea XXIV, 76) l’autore riporta infatti l’immagine del sepolcro di Achille nell’Ellesponto come luogo dove “i posteri navigatori dicano: Questo è il monumento d’un prode anticamente morto”. La funzione dell’Ellesponto, molto rilevante nella cultura classica, viene posta dunque in relazione alla memoria. E così, al sonetto VIII, la funzione di memoria dell’Ellesponto viene rideclinata in chiave italica. Qui è appunto la sponda dell’Arno fiorentino che saluta una città dalla discendenza classica: l’antica Fiesole. Adesso l’Arno divide la città in simbolo della frammentazione italiana (“partendo la città”). La “città partita” è la stessa presentata da Dante in Inferno VI, 61 quando Dante chiede a Ciacco il futuro di Firenze: “ma dimmi, se tu sai, a che verranno / li cittadini de la città partita”. Quella che per Dante era la lotta fra guelfi e ghibellini viene riattualizzata da Foscolo in questo componimento.
La citazione implicita prepara in questo modo ai versi successivi: “Già dal tuo ponte all’onda impaurita / il papale furore e il ghibellino / mescean gran sangue, ove oggi al pellegrino / del fero vate la magion si addita”. Se l’Ellesponto offre la visione della tomba di Achille, il lungarno offre la visione non di un eroe positivamente ricordato, ma del “fero vate” (Dante), morto in esilio: la stessa mancata sepoltura dantesca sarà ripresa nel carme Dei Sepolcri. La figura di Dante è dunque totalmente antifrastica a quella di Achille.
Presso il fiume Arno non si sono combattute gloriose battaglie, non sono avvenuti grandiosi eventi, ma in esso veniva mescolato il sangue delle fazioni opposte. Anche nel fiume di Troia, secondo l’Eneide, si è mescolato tanto sangue, e soprattutto nell’Inferno X, 86, Dante evoca in una translatio Troiæ la battaglia di Montaperti come lo strazio di un grande scempio che fece il torrente Arbia “colorato in rosso”.
La dissolvenza del sonetto alle ultime due terzine è fortemente petrarchesca: dai massacri si passa a un ricordo sereno e spensierato del fiume, alle cui rive il poeta da giovane conduceva i propri amori fiorentini. L’immagine della donna, attraverso l’elemento del piede e dell’andamento leggiadro, rimanda alle odi Alla amica risanata e A Luigia Pallavicini caduta da cavallo, ma soprattutto l’elemento degli occhi e dei capelli rimanda a Petrarca. L’elemento epico-tragico diventa così agli ultimi versi un elemento amoroso-elegiaco.